# Nucleació
La nucleació, segons alguns autors, és el començament d'un canvi d'estat en una regió petita però estable. La nucleació pot fer referència a diverses disciplines científiques.

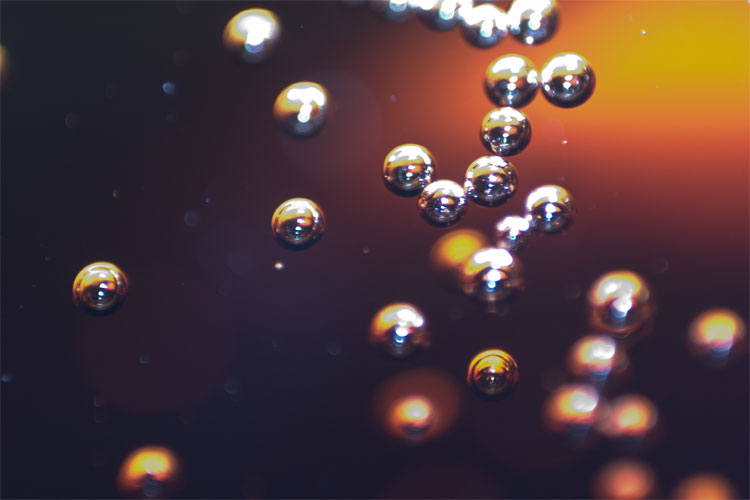
Les bombolles d'una beguda carbonatada nucleen de forma independent segons la disminució de la pressió

La nucleació és el primer pas en la formació d’una nova fase termodinàmica o d’una nova estructura mitjançant l’autoassemblatge o l’autoorganització. La nucleació es defineix normalment com el procés que determina quant de temps ha d’esperar un observador abans que aparegui la nova fase o l'estructura autoorganitzada. Per exemple, si es refreda un volum d’aigua (a pressió atmosfèrica) per sota de 0 ° C, tendirà a congelar-se en gel, però els volums d’aigua refredats només uns graus per sota de 0 ° C sovint es mantenen completament lliures de gel durant llargs períodes. En aquestes condicions, la nucleació del gel és lenta o no es produeix en absolut. No obstant això, a temperatures més baixes apareixen cristalls de gel després de poc o cap retard. En aquestes condicions, la nucleació del gel és ràpida. La nucleació és com comencen les transicions de fase de primer ordre, i després és l’inici del procés de formació d’una nova fase termodinàmica. En canvi, les noves fases de transicions de fase contínua comencen a formar-se immediatament.
El canvi d'estat pot ser la formació de gas o cristall a partir d'un líquid. Per exemple l'aigua pura es congela a 0 °C, però pot ser superrefredada fins -42 °C, si no existeixen nucleadors per la formació del gel. Per tant, els nucleadors són importants en meteorologia, ja que sovint n'hi ha pocs presents en l'atmosfera superior.
La nucleació és un procés clau per entendre el procés tèrmic dels polímers, aliatges i algunes ceràmiques.
En química i biofísica, la nucleació també pot fer referència a la formació de multímers, que són intermediaris en els processos de polimerització.
En biologia molecular, la nucleació s'utilitza per finalitzar la fase crítica en el muntatge d'una estructura polimèrica, com un microtúbul.

## Teoria sobre la nucleació
La teoria clàssica de nucleació (TCN) és el model teòric més comú utilitzat per estudiar quantitativament la cinètica de nucleació.

## Mecànica de la nucleació
El procés de nucleació es pot explicar mitjançant el model del cristall de Kossel. Si concebem la unitat de creixement com una partícula que pot enllaçar-se amb fins a 6 partícules més, i considerant que cadascuna d'aquestes partícules té una dimensió d'1*1*1, la formació d'unitats de nucleació es pot tabular, quedant així:
| Costat | Superfície | Volum |
| ------ | ---------- | ----- |
| 1      | 6*1²       | 1³    |
| 2      | 6*2²       | 2³    |
| 3      | 6*3²       | 3³    |
| 4      | 6*4²       | 4³    |
| 5      | 6*5²       | 5³    |
| 6      | 6*6²       | 6³    |
| 7      | 6*7²       | 7³    |
| 8      | 6*8²       | 8³    |
| 9      | 6*9²       | 9³    |
| 10     | 6*10²      | 10³   |

D'aquesta taula es pot deduir que és a partir del nucli de dimensions 6*6*6 quan s'arriba a la mida crítica de nucleació.